# آب‌انبار جلیل آقا
آب‌انبار جلیل آقا مربوط به دوره پهلوی است و در اردکان، خیابان سعدی واقع شده و این اثر در تاریخ ۲۶ اسفند ۱۳۸۶ با شمارهٔ ثبت ۲۲۱۲۱ به‌عنوان یکی از آثار ملی ایران به ثبت رسیده‌است.